# Ōmine Okugakemichi

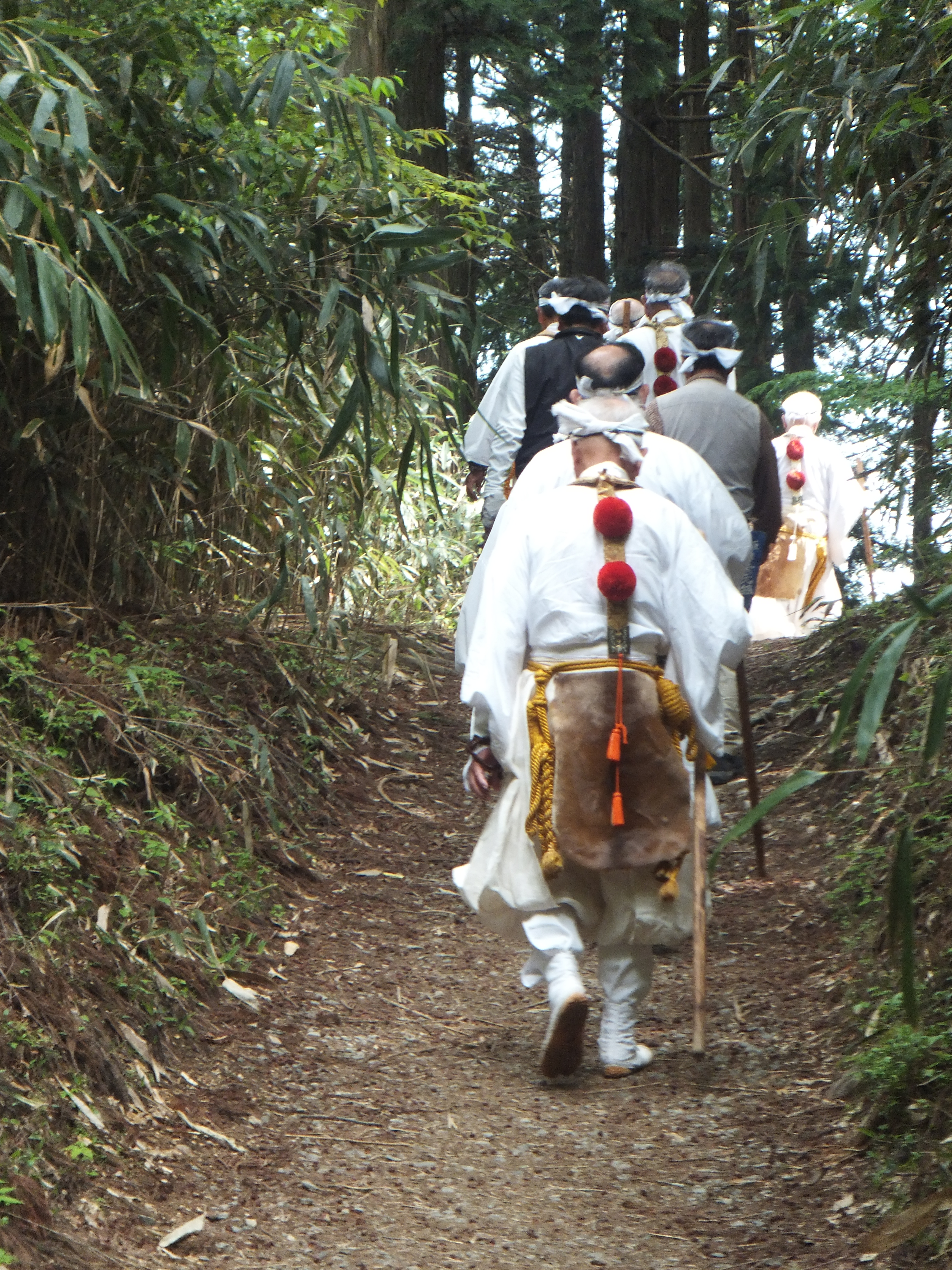
Yamabushi in der Nähe von Yoshino

Ōmine Okugakemichi (jap. 大峯奥駈道, etwa soviel „Tiefinnerer Laufweg der Großgipfel“) ist ein Pilgerweg auf der japanischen Halbinsel Kii. Er beginnt in Yanagi-no-shuku, einer ehemaligen Fährstation am Yoshino-Fluss, führt durch die Ōmine-Gebirgsregion von Yoshino und Kumano und endet nach etwa 170 Kilometern am Großschrein von Kumano (Kumano Hongū-Taisha).

## Hintergrund
In dieser dicht bewaldeten Bergregion finden sich zahlreiche Stätten, die der Überlieferung zufolge durch den Asketen En-no-Gyōja erschlossen worden waren. Der Weg dient noch heute den Anhängern des Shugendō als Pilger- und Exerzitien-Route mit einer Reihe anspruchsvoller Streckenabschnitte bis hin zu engen Pfaden an steilen Hängen und steilen Aufstiegen an Klippen. Insgesamt 75, nabiki (靡) genannte spirituelle Plätze in Höhlen, an und auf Felsen, an Wasserfällen, auf Berggipfeln usw. dienen zur Andacht bzw. zu Übungen. Neben mächtigen Felswänden und bis zu 1900 m hohen Gipfeln findet man entlang der Route auch Veitchs Tannen (Abies veitchii) und Magnolien, die seit Jahrhunderten geschützt werden. In früheren Zeit nahmen die Gläubigen je nach religiöser Ausrichtung entweder Kumano oder aber Yoshino als Ausgangspunkt. Seit der Edo-Zeit dominiert die letztgenannte Richtung.
1936 entstand in dieser Region der „Yoshino-Kumano-Nationalpark“. Im Jahre 2002 wurde der Weg als nationale historische Hinterlassenschaft „Ōmine Okugake-michi“ registriert. Seit 2004 ist er Teil der von der UNESCO als Welterbe registrierten „Heiligen Stätten und Pilgerstraßen in den Kii-Bergen“.

## Die 75 spirituellen Exerzitienstätten
1. Yanagi-no-shuku (柳の宿)
2. Jōrokusan (丈六山)
3. Yoshinosan (吉野山)
4. Mikumarijinja (水分神社)
5. Kinpujinja (金峯神社)
6. Aizen-no-shuku (愛染の宿)
7. Nizō-no-shuku (二蔵宿)
8. Jōshinmon (浄心門)
9. Sanjōgatake (山上岳)
10. Ozasa-no-shuku (小篠の宿)
11. Amidagamori (阿弥陀森)
12. Waki-no-shuku (脇の宿)
13. Fugendake (普賢岳)
14. Shō-no-iwaya (笙の窟)
15. Mirokudake (弥勒岳)
16. Chigodomari (稚児泊)
17. Shichiyōdake (七曜岳)
18. Gyōjagaeri (行者還)
19. Ichi-no-tawa (一の多和)
20. Ishiyasumi-no-shuku (石休宿)
21. Kōbase-no-shuku (講婆世宿)
22. Misen (弥山)
23. Chōsengatake (朝鮮ヶ岳)
24. Furuimajuku (古今宿)
25. Hakkyōgatake (八経ヶ岳)
26. Myōjōgatake(明星ヶ岳)
27. Kiku-no-iwaya (菊の窟)
28. Zenji-no-mori (禅師の森)
29. Goko-no-mine (五鈷嶺)
30. Fune-no-tawa (舟の多和)
31. Shichimensan (七面山)
32. Yōji-no-shuku (楊枝の宿)
33. Busshōgatake (仏性ヶ岳)
34. Kujakudake (孔雀岳)
35. Kūhachidake (空鉢岳)
36. Shakagatake (釈迦ヶ岳)
37. Totsumon (都津門)
38. Jinsen-no-shuku (深仙宿)
39. Shōten-no-mori (聖天の森)
40. Gokakusen (五角仙)
41. Dainichidake (大日岳)
42. Senjudake (千手岳)
43. Futatsuiwa (二つ岩)
44. Sobakusadake (蘇莫岳)
45. Koike-no-shuku (小池宿)
46. Chigusadake (千草岳)
47. Zenkisan (前鬼山)
48. Zenkisanjūtaki (前鬼三重滝)
49. Okumoridake (奥森岳)
50. Komoridake (子守岳)
51. Hannyadake (般若岳)
52. Nehandake (涅槃岳)
53. Kenkōmon (乾光門)
54. Jikyō-no-shuku (持経宿)
55. Heiji-no-shuku (平治宿)
56. Nuta-no-juku (怒田宿)
57. Gyōsendake (行仙岳)
58. Kasasuteyama (笠捨山)
59. Yarigatake (槍ヶ岳)
60. Shia-no-shuku (四阿宿)
61. Kikugaike (菊ヶ池)
62. Ogamikaeshi (拝返し)
63. Kōshōzan (香精山)
64. Furuya-no-shuku (古屋宿)
65. Nyoijugadake (如意珠岳)
66. Tamakisan (玉置山)
67. Mizunomi-no-shuku (水呑宿)
68. Kishi-no-shuku (岸の宿)
69. Godaisondake (五大尊岳)
70. Kongōtawa (金剛多和)
71. Daigokudake (大黒岳)
72. Fukikoshiyama (吹越山)
73. Shingū (Kumano Hayatama-Taisha) (新宮)
74. Nachisan (Kumano Nachi-Taisha) (那智山)
75. Hongūtaisha (本宮大社)